# Medalha em Comemoração aos 850 Anos de Moscou

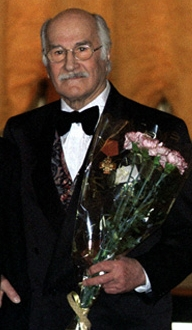
Ganhador da Medalha "Em Comemoração do 850 Anos de Moscou", o ator de teatro e cinema Vladimir Mikhailovich Zeldin.

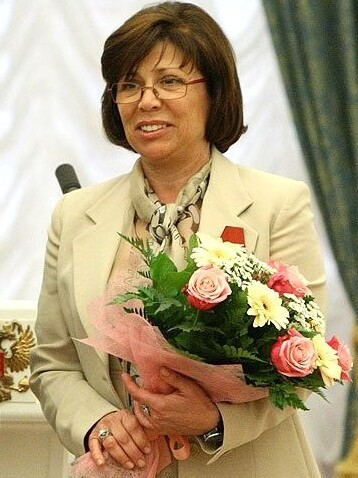
Ganhadora da Medalha "Em Comemoração do 850 Anos de Moscou", a tríplice medalhista de ouro olímpica Irina Rodnina.

A Medalha em Comemoração aos 850 Anos de Moscou (em russo:  Медаль «В память 850-летия Москвы») é uma medalha comemorativa estatal da Rússia, criada para celebrar o 850º aniversário da cidade de Moscou. Foi estabelecida em 26 de fevereiro de 1997 pelo Decreto Presidencial № 132.  Seu estatuto foi definido em 21 de março de 1997 pelo Decreto Presidencial 223. Desde 7 de setembro de 2010, a medalha é uma medalha de jubileu e, por status, um prêmio civil geral (federal) da Federação Russa.

## Regulamento
A Medalha "Em Comemoração aos 850 Anos de Moscou" é concedida a:
- participantes da defesa de Moscou que receberam a Medalha "Pela Defesa de Moscou";
- trabalhadores da retaguarda que atuaram em Moscou durante a Grande Guerra Patriótica e foram condecorados com prêmios estatais;
- cidadãos que receberam a Medalha "Em Comemoração aos 800 Anos de Moscou";
- cidadãos que realizaram uma contribuição significativa para o desenvolvimento de Moscou.

A medalha é usada no lado esquerdo do peito e, se houver outras medalhas da Federação Russa, deve ser posicionada após a Medalha "300 Anos do Ministério Público da Rússia".

## Descrição
A Medalha "Em Comemoração aos 850 Anos de Moscou" é feita de latão e tem formato circular, com 32 mm de diâmetro.  
No anverso, há a imagem de São Jorge, montado a cavalo, derrotando um dragão com sua lança. À esquerda, ao longo da borda, está a inscrição "Москва 850" ("Moscou 850").  
No reverso, há uma coroa de louros ao longo da borda, e no centro, os números "1147–1997". Todos os elementos e inscrições da medalha são em relevo.  
A medalha é presa por uma argola a um suporte pentagonal, revestido com uma fita de seda moiré. A fita tem 24 mm de largura, em tom vermelho-escuro. Ao longo da fita, no lado direito e a 1 mm da borda, há três faixas verticais nas cores branca, azul e vermelha, cada uma com 2 mm de largura.

## Recipientes notáveis (lista parcial)
As personalidades abaixo foram contempladas com a Medalha em Comemoração aos 850 Anos de Moscou.
- Rustem Zhantiev, cientista
- Azary Abramovich Lapidus, engenheiro civil
- Igor Sergun, militar
- Aleksandr Prokhorov, físico
- Igor Ivanov, político
- Colonel Vladimir Zhirinovsky, político
- Mikhail Fradkov, político
- Ramzan Kadyrov, presidente da Chechênia
- Irina Rodnina patinadora medalha de ouro olímpico
- Yury Luzhkov, político, ex-prefeito de Moscou
- Nikolay Vasilyevich Fyodorov, ex-ministro da Justiça da Rússia e ex-presidente da República de Chuvash
- Anatoly Kvashnin, militar
- Boris Lagutin, boxeador
- Elina Bystritskaya, atriz
- Viktor Gerashchenko, presidente do Russian Central Bank
- Yuri Baluyevsky, militar
- Viktor Pugachyov, piloto de testes
- Alexander Dzasokhov, ex presidente da Ossétia do Norte-Alânia
- Vladimir Kuroyedov, militar
- Alexander Alexeyevich Chekalin, primeiro deputado Ministro de Interior
- Viktor Sadovnichiy, matemático
- General Nikolay Bordyuzha, político
- Vladimir Zeldin, ator
- Alexey Alexandrov, advogado, empresário e político
- Georgy Boos, empresário, político e ex-governador do Oblast de Kaliningrado
- Irina Muravyova atriz
- Valery Shumakov, cirurgião